# نجد السلف (القفر)

تعديل مصدري - تعديل

نجد السلف محلة تابعة لقرية عوبل، التابعة لعزلة بني سيف العالي بمديرية القفر إحدى مديريات محافظة إب في الجمهورية اليمنية، بلغ تعداد سكانها 62 حسب تعداد اليمن لعام 2004.